# Peter Ewart
Peter Ewart (14 de maig de 1767 – 15 de setembre de 1842) va ser un enginyer britànic que influí sobre les teories sobre la turbina i de la termodinàmica.
Era el fill d'un ministre de l'Església d'Escòcia de Troqueer prop de Dumfries. El seu germà Joseph Ewart va ser ambaixador a Prússia i un altre germà, William, va ser el pare de William Ewart, un polític contrari a la pena de mort i soci de Sir John Gladstone, el qual va ser el pare del primer ministre William Ewart Gladstone.
Es graduà a la Universitat d'Edinburgh, treballà en rodes hidràuliques amb Matthew Boulton i James Watt de qui cap a 1790 va ser l'agent a Manchester. El 1792, deixà de treballar amb Boulton i Watt per a ser un soci de Samuel Oldknow en la indústria del cotó. Però un any després Peter tornà a l'enginyeria. El 1798 s'associà amb Samuel Greg, i va instal·lar una innovadora roda hidràulica al riu Bollin a Cheshire.
Cap a 1811, Ewart deixà la seva societat amb Greg i es va dedicar als seus propis negocis i al treball científic. Junt amb John Dalton, va tenir la vicepresidència de la Manchester Literary and Philosophical Society i va tenir un paper actiu en la controvèrsia sobre la calor, el treball mecànic i l'energia. El 1813, encoratjat per Dalton i motivat per un escrit de John Playfair, publicà On the measure of moving force on defensava la idea naixent de la conservació de l'energia capitanejada per John Smeaton. Aquest escrit influí molt en l'alumne de Dalton James Prescott Joule. Va ser un dels fundadors del Manchester Mechanics' Institute.
Va morir en un accident el 1842 a Woolwich Dockyard quan una cadena es va desprendre d'una maquinària de vaport.